# 위 베어 베어스 더 퍼즐
《위 베어 베어스 더 퍼즐》은 위메이드플레이가 만든 한 게임이자 카카오톡을 기반으로 한 모바일 퍼즐 게임이다.